# الاحتجاجات السورية 1939
الاحتجاجات السورية 1939، هي احتجاجات شعبية وأعمال شغب انطلقت احتجاجًا على قانون الأحوال الشخصية وفك لواء إسكندرون عن سوريا . تبلورت بمظاهرات حاشدة، وأرفقت بأعمال شغب، دفعت لانتشار الجيش المراكشي - الفرنسي في دمشق، وسلسلة أزمات حكومية أدت في النهاية لاستقالة رئيس الجمهورية وتوقيف العمل بالدستور.

## سير بالأحداث

### التظاهرات ضد قانون الأحوال الشخصية
كان المفوض الفرنسي الكونت دي مارتيل أصدر في 13 مارس 1936 قانون الأحوال الشخصية التي ساوى بين جميع المواطنين، وكان ينصّ على الحرية الدينية بما فيها حرية استبدال الدين وأيضًا التوارث في حال اختلاط الأديان. غير أن حكومة عطا الأيوبي، نشرته في الجريدة الرسمية، دون أن تدخله حيّز التنفيذ في المحاكم. وفي أواخر 1938 خلال حكومة جميل مردم طالبت فرنسا تطبيق نظام الأحوال الشخصية فاستجابت لطلبها الحكومة المردمية.
في 10 فبراير 1939 نشرت جمعية علماء دمشق، احتجاجً مطبوعًا ضد القانون، فقامت تظاهرات شعبية شديدة في دمشق وعدد من المدن الأخرى، رضخت لها الحكومة في 13 فبراير، حين أوقفت العمل بالتشريع وشكلت لجنة مؤلفة من رئيس محكمة التمييز والرئيس الثاني لمحكمة التمييز والمفتي العام لإبداء الرأي في القانون والعمل على تعديله.

### التظاهرات نصرة لواء إسكندرون
في 14 فبراير 1939 دعا عبد الرحمن الشهبندر وكامل القصاب، للتظاهر ضد الحكومة المردمية بحجة تقاعسها في الحفاظ على حقوق سوريا في لواء إسكندرون. واعتبرت أكبر مظاهرة ضد الكتلة الوطنية والحكومة المردمية، التي اتهمت بإهمال مصالح الشعب. واستمرت المظاهرات أربعة أيام، حتى قدمت الحكومة المردمية استقالتها في 18 فبراير، فعهد رئيس الجمهورية إلى النائب لطفي الحفار تأليف الوزارة الجديدة، فشكلها في 23 فبراير.
إثر تبديل الحكومة، سكنت المظاهرات عدة أيام في دمشق والمدن السورية الأخرى، ووسّعت حكومة الحفار عضوية لجنة قانون الأحوال الشخصية وأضافت إليها كامل القصاب، أحد كبار المحرضين على التظاهرات. خلصت اللجنة إلى أربع تعديلات واجبة: عدم إعطاء المسلم حرية استبدال دينه، وعدم إجازة زواج المسلمة من غير المسلم، وعدم إجازة التوارث في حال اختلاف الدين، وعدم تشكيل محكمة عليا للبت في الخلافات الناجمة بين مختلف محاكم الأحوال الشخصية. عادت التظاهرات بشكل أقوى مما سبق، مع توافد النازحين من اللواء، ولم تستطع الحكومة البقاء في السلطة لأكثر من 23 يومًا، فاستقالت في 14 مارس 1939، ليحلق استقالة الحكومة عمليات سلب في بعض المناطق وتعرض المحال التجارية للتخريب، ما دعا إلى انتشار الجيش المراكشي - الفرنسي في 20 مارس، بهدف إعادة السكينة للوضع، بعد عجز قوى الأمن الداخلي، على ضبط الوضع.

### اشتداد المظاهرات واستقالة الحكومة الثالثة
في 30 مارس 1939 أصدر المفوض الفرنسي مرسومًا يقضي بتطبيق القانون الذي صدر على غير المسلمين فقط، أما المسلمين فأعاد إخضاعهم لمجلة الأحكام العدلية. وفي 5 أبريل 1939، تشكلت وزارة ثالثة برئاسة نصوحي البخاري تميزت بكونها حيادية ومن غير المنتمين لأي جهة سياسية. لكن حكومة البخاري لم تستطع، رغم سيرها المعتدل، من تحقيق الاستقرار في العاصمة والمحافظات، إزاء التظاهرات الشعبية التي يحركها كلما سكنت أبناء اللواء النازحون للعاصمة، إما للإقامة فيها أو لإثارة قضية اللواء.
كان لواء اسكندون، يتبع ولاية حلب في سوريا العثمانية، وعند تقسيم سوريا إلى ولايات اعتبر ملحقًا بدولة جبل العلويين ثم كيانًا قائمًا بذاته؛ وفي عام 1926 استطاع الرئيس أحمد نامي من إعادته للدولة السورية، غير أن ضغط تركيا دفع إلى تنظيم استفتاء حول مصير اللواء؛ ورغم أن نتيجة الاستفتاء جاءت بنسبة 70% لصالح البقاء مع سوريا، وهي رغبات العرب والأرمن فيه، مقابل الأتراك، إلا أنّ فرنسا فصلته عن الدولة السورية واعتبرته من جديد كيانًا قائمًا بذاته، ثم انسحبت منه في يونيو 1939 لتحتله تركيا وتضمه إليها.
مع الاضطرابات السياسية، وفصل اللواء نهائيًا، وعدم تقدم حكومة البخاري ببيانها الوزاري إلى المجلس النيابي، استقالت حكومة البخاري في 4 يوليو 1939، أتبعا الرئيس هاشم الأتاسي باستقالته في 8 يوليو، فأصدر المفوض الفرنسي قرارًا بتعليق العمل بالدستور وحلّ مجلس النواب وتعيين مجلس مديرين مكان السلطة التنفيذية برئاسة بهيج الخطيب.